# Le Roi de Camargue
Le Roi de Camargue est un film français muet, réalisé par  André Hugon, sorti en 1922.

## Synopsis
Une bohémienne a jeté un sort à Livette, la fiancée de Renaud, le fier « gardian » surnommé, le Roi de Camargue. Renaud veut punir la sorcière qui a effrayé Livette. Mais voilà que, rencontrant la bohémienne, il est pris sous le charme étrange qui émane d'elle. Elle lui donne rendez-vous dans une hutte isolée au milieu des étangs bourbeux. Livette, prévenue de la trahison de son fiancé, se rend au lieu où elle doit rencontrer l’infidèle. Mais Renaud a changé les pieux qui jalonnent le seul passage guéable. Et Livette meurt, plus encore de la trahison de Renaud.

## Fiche technique
- Titre : Roi de Camargue
- Réalisation : André Hugon
- Scénario : André Hugon, d'après une œuvre de Jean Aicard (de l'Académie Française)
- Société de production : Les Films André Hugon
- Société de distribution : Pathé
- Pays de production : France
- Format : Noir et blanc - Muet - 1,33:1 - Longueur de pellicule : 1 835 m.
- Date de sortie : 
  - France : 20 janvier 1922

## Distribution
- Charles de Rochefort : Renaud, le roi de la Camargue
- Elmire Vautier : Livette
- Claude Mérelle : la Zingara
- Jean Toulout : Rampal
- Marie-Laure : l'aïeule
- Luc Dartagnan